# 李峴
李 峴（り けん、709年 - 766年）は、唐の宗室。梁国公。

## 経歴
呉王李恪の曽孫にあたる。李恪の三男の呉王李琨が信安郡王李禕を生み、李禕が李峘・李嶧・李峴の三子を生んだ。李峴は若くして官吏の才能があった。門蔭により任用され、高陵県令に累進し、統治の技術で名を知られた。万年県令・河南少尹・魏郡太守を歴任した。入朝して左金吾衛将軍となり、将作監に転じ、京兆尹をつとめ、いずれも好評は顕著であった。天宝13載（754年）、雨天が60日あまり連続した。楊国忠は自分につかない者を憎み、降雨災害を京兆尹の責任に帰し、そのため李峴は長沙郡太守として出された。ときに長安の米や麦の価格が騰貴し、民衆は「米や粟を安くしようとすれば、李峴を追いかけるしかない」と歌った。天宝15載（756年）、永王李璘が江陵大都督となると、李峴はその下で長史をつとめた。至徳元年（756年）、李峴は粛宗の行在に召し出され、扶風郡太守に任じられ、御史大夫を兼ねた。銀青光禄大夫の位を受け、礼部尚書を代行した。至徳2載（757年）12月、光禄大夫の位を加えられ、御史大夫を代行し、京兆尹を兼ね、梁国公に封じられた。乾元2年（759年）、中書侍郎・同中書門下平章事となり、呂諲・李揆・第五琦とともに宰相をつとめた。李峴は軍事や国政の大事について、ほかの宰相たちの口を挟ませず、単独で決裁したので、呂諲たちに嫌われた。
以前李輔国は銀台門で天下の事務を決裁していた。粛宗の勅命は李輔国の署名の後に施行されていた。李峴が宰相となると、李輔国の専権が国を乱していると上奏した。このため李輔国は李峴を深く恨むようになった。
鳳翔府七馬坊の押官が盗賊行為をおこない、天興県令の謝夷甫が押官を捕らえて処刑しようとした。押官の妻が夫の冤罪を訴えた。李輔国は先立って飛龍使をつとめていたので、押官の側に立って上訴させた。粛宗は監察御史の孫鎣に取り調べさせた。孫鎣は押官の有罪を認めた。押官の妻がさらに訴えたので、粛宗は御史中丞の崔伯陽・刑部侍郎の李曄・大理寺卿の権献の三司にこの件を調べさせたが、三司ともに孫鎣と結論は同じだった。押官の妻が訴えてやまなかったため、粛宗は侍御史の毛若虚に判決を覆すよう命じ、毛若虚は謝夷甫に罪を帰させた。崔伯陽は激怒して、毛若虚を責め、粛宗にも言上した。かえって粛宗の怒りを買い、崔伯陽は高要県尉に、権献は桂陽県尉に左遷され、鳳翔尹の厳向や李曄は嶺南の県尉に降格され、孫鎣は官爵を剥奪されて播州に配流された。李峴はかれらみなその罪にあらずとして、粛宗を諫めると、李峴は蜀州刺史として出された。
宝応元年（762年）、代宗が即位すると、李峴は荊南節度使・江陵尹となり、知江淮選補をつとめた。広徳元年（763年）、入朝して礼部尚書となり、宗正寺卿を兼ねた。代宗が陝州に行幸すると、李峴は商山の道を経由して陝州に赴いた。代宗が長安に帰ると、李峴は黄門侍郎・同中書門下平章事に任じられた。
かつて洛陽が奪回されたとき、燕の官を受けた陳希烈以下数百人が降伏してきたが、崔器はかれらをみな処刑するよう上奏した。ときに李峴は三司使であったが、これに反対した。廷議は数日に及び、李峴の意見が採用され、陳希烈と達奚珣以外の全員の一命が許された。広徳2年（764年）、李峴は宦官に陥れられて、知政事（宰相）を退任し、太子詹事となった。ほどなく吏部尚書となり、知江淮選補をつとめ、選任の役所を洪州に置いた。永泰元年（765年）、検校兵部尚書に転じ、衢州刺史を兼ねた。永泰2年（766年）7月、病没した。享年は58。

## 伝記資料
- 『旧唐書』巻112 列伝第62
- 『新唐書』巻131 列伝第56